# شون فليتشير
شون فليتشير (بالإنجليزية: Sean Fletcher)‏ هو صحفي بريطاني، ولد في 20 أبريل 1974 في نيويورك في الولايات المتحدة.

## وصلات خارجية
- شون فليتشير على موقع IMDb (الإنجليزية)